# Dales póni
A dales póni egy póniló fajta, amely Angliából, Kelet-Penninenből származik, Észak-Yorkshire és Northumberland, valamint Durham vidékéről. Genetikai öröksége a Fell pónilóéval azonos, ezért sok közös vonásuk van, de nem azonosak.  

## Története
Az angol farmokon elvégzendő nehéz munkákhoz szükség volt egy nagy munkabírású lóra, amelyet kocsi és  szánhúzáshoz, földmunkákhoz, málháslóként, egyaránt tudnak alkalmazni. A fajta kialakulásában nagy szerepet játszott a Fríz ló, mely a megjelenést örökítette, a színt és a mozgást. A legnagyobb hatást mégis a szigetvilág primitív lova a galloway gyakorolta rá.

## Jellemzői
Igen szívós fajta, nem igényes, nagy állóképességgel és megbízhatósággal rendelkezik. Feje széles homlokú, arányos. Lapockája erős, az igás jelleg megmutatkozik rajta, marja nem kifejezett, mellkasa elég dongás. Lábai rövidek, izmosak, erős csontozatúak, bokaszőre selymes, patái rendkívül erősek, jól formázottak, kerekek. Fara izmos, mérsékelten barázdált. Marmagassága bottal mérve 147 cm körül van, övmérete 180–195 cm, szárkörmérete 20 cm, súlya 400 kg körüli. Színezete főként fekete vagy sötét gesztenyepej, pej. A fajtára jellemző még a nagy lépésbiztonság, könnyen kezelhetőség, bátorság, kitartás.

## Hasznosítása
Teherbíróképessége miatt málháslóként, fogatlóként használják. Szántóföldi munkára, igáslóként vagy hátaslóként egyaránt alkalmas.

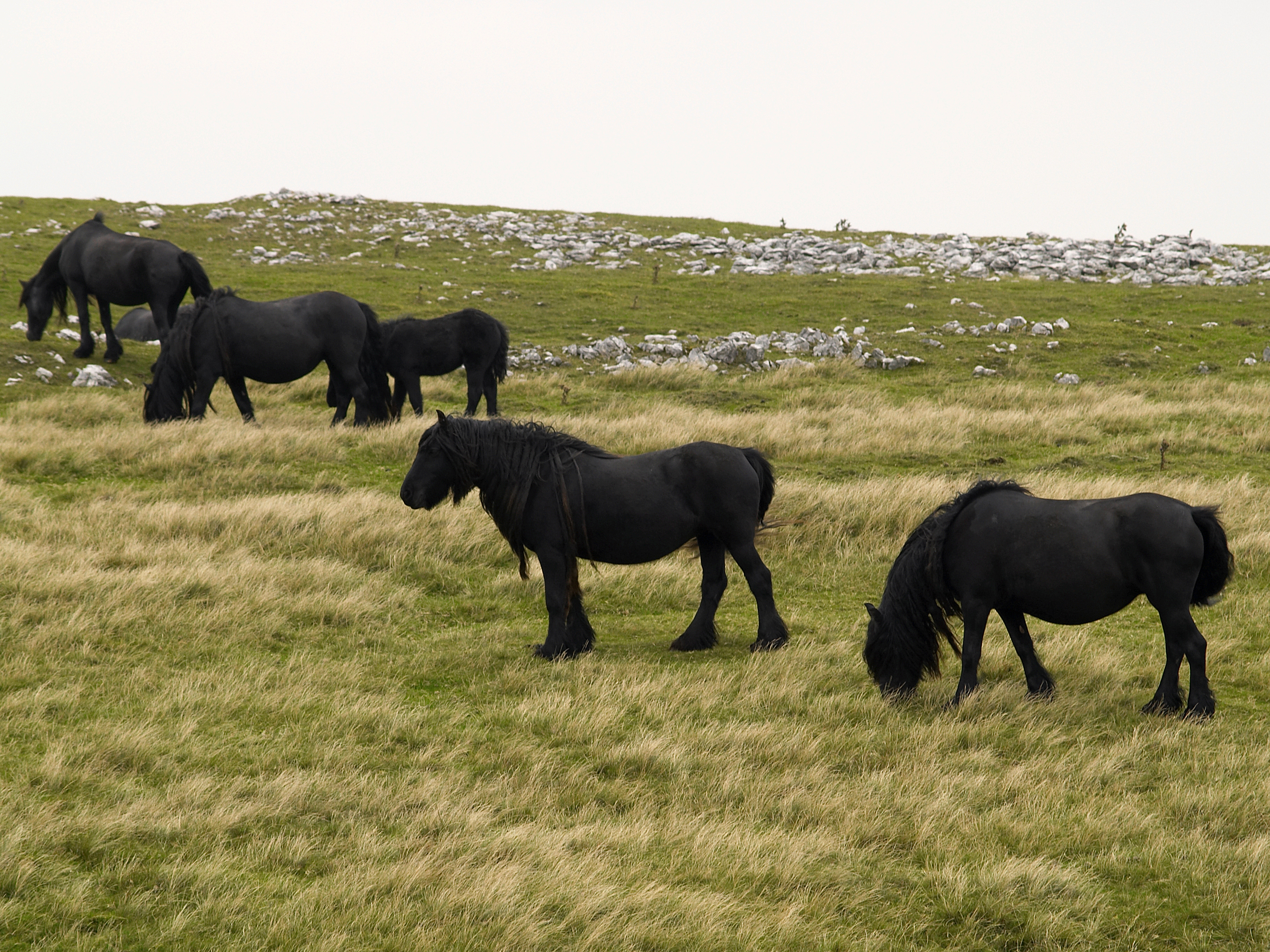
Legelésző Dales pónik